# Sumatra-Langur
Der Sumatra-Langur (Presbytis melalophos), auch Rotbrauner Kammlangur genannt, ist eine Primatenart aus der Gruppe der Schlankaffen (Presbytini).

## Merkmale

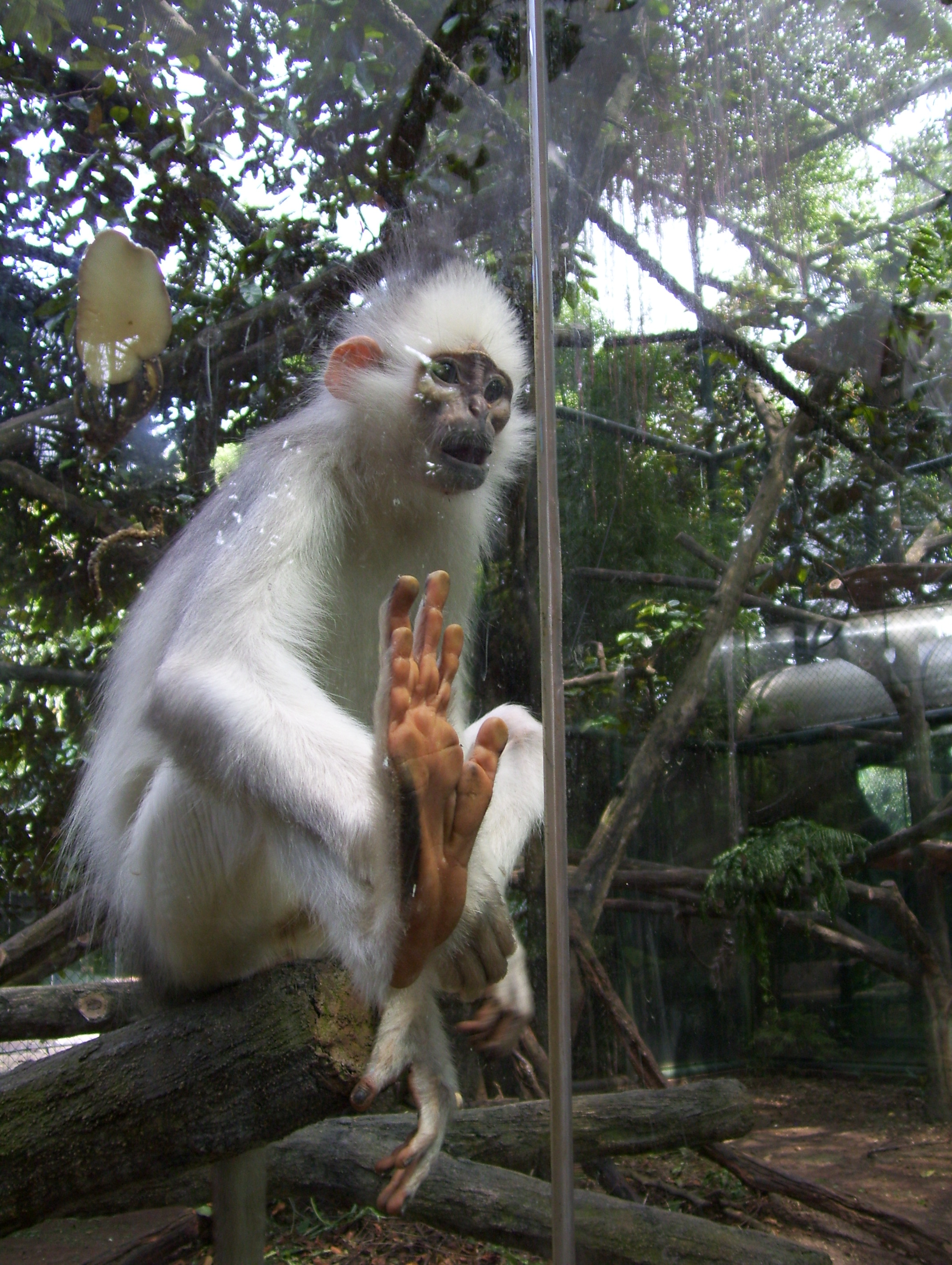
fluviatilis-Morphe

Sumatra-Languren sind wie alle Mützenlanguren relativ kleine, schlanke Primaten mit langen Hinterbeinen und einem langen Schwanz. Das Gewicht der Männchen liegt zwischen 5,9 und 9 kg, das der Weibchen zwischen 5,2 und 8,9 kg. Die Affen erreichen eine Kopf-Rumpf-Länge von etwa 34 bis 40 cm (Männchen) bzw. 26 bis 40 cm (Weibchen) und eine Schwanzlänge von 68 bis 86 cm. Farblich ist die Art äußerst variabel. Typischerweise sind die Tiere auf dem Rücken, an den Außenseiten von Armen und Beinen und auf der Schwanzoberseite rötlich-orange gefärbt, die Unterseite und die Innenseiten von Armen und Beinen sind weiß, gelb oder hell orange. Hände und Füße sind orange. Die Spitze des Haarschopfes auf dem Kopf und die unbehaarte Gesichtshaut sind schwarz. Eine als nobilis bezeichnete Morphe ist fuchsrot, die ferruginea-Morphe ist mehr braun als rot und die aurata-Morphe hat einen schwarzen Fleck auf der Brust, eine weiße Schwanzspitze und schwarze Hände und Füße. Eine weitere, bei Palembang vorkommende Morphe wird als fluviatilis bezeichnet und ist sehr hell.

## Verbreitung und Lebensraum

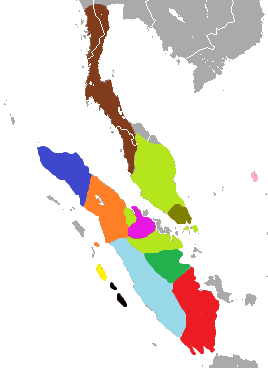
Hellblau, das Verbreitungsgebiet des Sumatra-Languren

Sumatra-Languren leben ausschließlich im mittleren Westen der zu Indonesien gehörenden Insel Sumatra. Ihr Verbreitungsgebiet deckt sich in etwa mit den Territorien der Provinzen Bengkulu und Westsumatra. Ihr Lebensraum sind Wälder, neben tiefer gelegenen Primärwäldern kommen sie auch in den Bergwäldern des Barisangebirges vor. Die IUCN listet die Art als gering gefährdet, Hauptgefährdung dürfte wie bei vielen südostasiatischen Primaten die fortschreitende Zerstörung ihres Lebensraumes sein.

## Lebensweise
Diese Primaten sind tagaktive Baumbewohner. Sie bewegen sich entweder auf allen vieren oder springend fort. Sie leben in Gruppen von 5 bis 8 Tieren, die meist aus einem Männchen, mehreren Weibchen und dem dazugehörigen Nachwuchs bestehen. Es gibt aber auch Gruppen mit mehreren Männchen sowie reine Männchengruppen („Junggesellengruppen“). Sumatra-Languren sind Pflanzenfresser, ihre Nahrung besteht vorwiegend aus Blättern, daneben nehmen sie auch unreife Früchte, Blüten und Samen zu sich. Wie alle Schlankaffen haben sie einen mehrkammerigen Magen zur besseren Verwertung ihrer Nahrung.

## Systematik
Die Gattung der Mützenlanguren (Presbytis) hat – vermutlich in Zusammenhang mit Schwankungen des Meeresspiegels  im Eiszeitalter – eine große Radiation erfahren. Es werden heute zahlreiche Arten und Unterarten unterschieden, deren genaue systematische Abgrenzung schwierig ist. Der Sumatra-Langur wurde bereits 1821 durch den britischen Forschungsreisendem Thomas Stamford Raffles als Simia melalophos beschrieben, aber erst in den 1970er-Jahren als eine vom Bindenlangur unterschiedliche Art anerkannt. Manche Systematiken wie etwa Geissmann (2003) teilen die Art nach den Farbmorphen in vier Arten: Gelber, Brauner, Grauer und Roter Sumatra-Langur, die hier verwendete Systematik folgt dem Handbook of the Mammals of the World (2013) und erkennt den Schwarzen Kammlanguren (P. sumatrana), den Schwarzweißen Kammlanguren (P. bicolor) und den Südlichen Kammlanguren (P. mitrata) als vom Sumatra-Langur verschiedene Arten an.